# Laure Cinti-Damoreau
Laure Cinti-Damoreau, nascuda Laure Cinthie Montalant (París, 6 de febrer de 1801 - Chantilly, 25 de febrer de 1863) va ser una soprano francesa.
Laure Cinthie Montalant va néixer al carrer Petit-Pont-Notre-Dame de la Cité (París), filla de François-Parfait Montalant, professor d'idiomes, i de Marie-Victoire Bougy. La seva germana gran Pensée-Euphémie Montalant fou pintora, deixeble de Redouté. Laure va estudiar al Conservatori de París i debutà al Théâtre-Italien el 8 de gener de 1816 en Una cosa rara de Vicent Martín i Soler. Va passar al Théâtre-Louvois l'any 1819, i el 1825 es va presentar al King's Theatre de Londres i es va unir a l'Opéra de Paris, on va romandre deu anys. Hi va estrenar Guillem Tell de Rossini i Robert le diable de Meyerbeer.
Entre 1836 i 1841 va cantar a l'Opéra-Comique, interpretant els papers principals de les òperes d'Auber.
Va deixar un record perdurable a l'Opéra i a l'Opéra-Comique, on fou succeïda per la seva conciutadana Julie Grass. Durant 12 anys va ser professora del Conservatori, on va tenir entre altres alumnes a Delphine Ugalde, Maria de los Dolores Benedicta Nau i va escriure un Mètode de Cant (1849). L'any 1827 s'havia casat amb el tenor Damoreau.